# 大柳塔站
大柳塔站是位于陕西省神木县大柳塔镇的一个铁路车站，邮政编码719315。车站建于1996年，有包神铁路经过该站，现仅办理货运，不办理客运业务。车站距离包头东站186公里，隶属包神铁路公司，是三等站。